# Glaucocharis pilcheri
Glaucocharis pilcheri là một loài bướm đêm trong họ Crambidae.